# Acquedotto di Gadara
L'acquedotto di Gadara, chiamato anche Qanat Fir'aun, era un rifornimento idrico dell'acquedotto romano per alcune delle città della Decapoli. Serviva Adraha (conosciuta oggi come Dar'a in Siria), Abila (Decapoli) a Wadi Queilebh in Giordania e la città di Gadara (l'attuale Umm Qais in Giordania). L'acquedotto ha il tunnel più lungo conosciuto dell'era classica.
In oltre 150 chilometri di terra, c'era una sezione di oltre 106 km, costruita con la tecnologia qanat. In questo caso speciale, quasi tutti i condotti di aerazione erano inclinati diagonalmente con pendenza di 45-60 gradi e con scale che conducevano al canale dell'acqua all'interno della montagna. La linea percorreva pendii ripidi e raccoglieva l'acqua dalle fonti intorno all'area. Il primo visitatore che percorse il "Kanatir" fu Ulrich Jasper Seetzen nel 1805.
Le misurazioni GPS ad alta precisione confermano una leggera pendenza di 0,3 metri per miglio per la sezione del tunnel sotterraneo (questo significa una discesa di soli 30 centimetri per ogni miglio di galleria). L'acquedotto (chiamato anche "l'acquedotto della Decapoli") parte da una diga romana a Dilli, in Siria. Da lì, questa parte dell'acquedotto segue le linee di altezza della topografia e attraversa diversi Wadi con ponti alti 5-10 m. Soprattutto negli ultimi decenni, più i 3 chilometri delle rimanenti sottostrutture sono stati demoliti e persi per sempre nelle pianure tra Dilli e Dera'a vicino al confine con la Giordania. La scelta migliore per trovare la linea dell'acquedotto era l'uso di un modello digitale dell'altezza, preso ed elaborato da SRTM Data e anche la georeferenziazione delle vecchie immagini satellitari in bianco e nero.
Ad est di Adraha c'era un vecchio ponte alto 35 metri. I resti ora si trovano sul terreno della nuova diga "AlSaad" situata nella periferia orientale di Dar'a. Sotto la vecchia città di Adraha, vi era la "città sotterranea", anche questa era una parte dell'acquedotto. Gli abitanti della città raccoglievano l'acqua con barattoli su corde, dal canale sotterraneo. Oggi non vi è alcun segno della "città sotterranea" che fu descritta da Wetzstein nel 1860 e da G. Schumacher nel 1896. Dopo un punto di giunzione con un lato dell'acquedotto dal lago di Muzeirib, inizia la sezione sotterranea del tunnel ad acquedotto. Vicino a Gadara sono stati trovati 3 diversi sistemi idrici. Il primo e il secondo furono costruiti con la tecnologia qanat e il 3° (descritto da G. Schumacher, vicino al Giordano) fu costruito come un canale lungo la vecchia strada romana. Si ritiene comunemente che siano stati utilizzati tutti e 3 i sistemi, ma ciascuno in un diverso periodo. Tutte le informazioni raccolte sui ponti, l'area della diga e le antiche città vicine possono essere trovate insieme alle precise posizioni geografiche nell'acquedotto di Qanat Fir'aun o nella Decapoli.